# Заброддя (заказник)
Забро́ддя — загальнозоологічний заказник місцевого значення в Україні.

## Розташування
Розташований у Кременецькому районі Тернопільської області, на захід від села Лішня, в межах лісового урочища «Заброддя». 
Площа 435 га. Створений відповідно до рішення виконкому Тернопільської обласної ради від 30 червня 1986 року № 198. Перебуває у віданні ДЛГО «Тернопільліс» (Білокриницьке лісництво, кв. 1-17). 
Рішенням Тернопільської обласної ради від 22 липня 1998 року № 15, мисливські угіддя заказника надані в користування Кременецького держлісгоспу як постійно діюча ділянка з охорони, збереження та відтворення мисливської фауни.

## Характеристика
Під охороною — численна мисливська фауна: заєць сірий, сарна європейська, лисиця звичайна та вивірка звичайна, куниця лісова, куріпка сіра тощо.